# 宏將多利安
宏將多利安股份有限公司，簡稱宏將多利安，是臺灣一間藝人經紀公司。

## 歷史
2000年3月，台灣音樂人林利南（大宇國際唱片創辦人）創立多利安股份有限公司，簡稱多利安事務所或多利安，何潤東為首位加盟藝人。多利安曾經與擎天娛樂合作無間，事業範圍遍及大中華地區。
2004年，多利安成立國際模特兒經紀部。
2010年6月，宏將廣告入主多利安，多利安改名為宏將多利安股份有限公司。
2011年，宏將多利安與金士頓科技聯手打造之Dream Girls正式出道。
2012年8月30日，宏將多利安發布聲明，宏將多利安與「多利安（香港）有限公司」無隸屬關係。2014年9月30日，多利安（香港）有限公司更名為「多利安創意文化集團有限公司」。

## 旗下藝人
- Passion Sisters

## 已約滿藝人
- 吳畊廷
- 嚴守潔
- 彭博劭
- 柏妍安
- 房思瑜
- 孫興
- 許安安
- 王凱
- 方季韋
- 張國柱
- 倪雅倫
- 愛德恩
- 王小坤
- 高磊
- 吳亞馨
- 范舒華
- 王以路
- 何潤東
- 游鴻明
- 彭佳慧
- 邰正宵
- 陳怡蓉
- 沈建宏
- 邱澤
- 陳儀德
- 鍾兆康
- 陳顯政
- 陳承祥
- 王宗堯
- 黃中原
- 晨辰
- 陳美里
- 王俐人
- 林若亞
- 瑞莎
- 茵芙
- 宋念美
- 陳仲熙
- 高宇橋
- 賴亭君
- 宋紀妍
- 宋米秦
- 郭雪芙
- 李毓芬
- 江祖平
- 張熙恩
- 林真亦
- 王睿訓
- 賴昱宏
- 增山裕紀
- Albee
- 吳沛寧
- 范宸菲
- 邱珮淇
- 魯芝善

## 曾代理發行
- 永邦
- 梁詠琪（台灣唱片、經紀代理）

## 外部連結
- 宏將多利安（页面存档备份，存于）
- 多利安演藝娛樂事業的Facebook專頁
- 台灣公司資料 （页面存档备份，存于）